# Уильямс, Денис
Сэр Денис Эмброуз Уильямс (англ. Sir Denys Ambrose Williams, 12 октября 1929, Барбадос, колония Наветренные острова, Великобритания — 7 августа 2014, Рокли, Барбадос) — барбадосский юрист и государственный деятель, исполняющий обязанности генерал-губернатора Барбадоса (1995—1996).

## Биография
Родился в многодетной семье, в которой было 10 детей. Окончил Combermere School и Харрисон-колледж на Барбадосе, получив стипендию Барбадоса в 1949 г. продолжал изучать право в Оксфордском университете, впоследствии став адвокатом одного из наиболее престижных юридических сообществ Великобритании Middle Temple.
Вернувшись в Вест-Индию, некоторое время работал Федерации Вест-Индии в Тринидаде, затем уже на Барбадосе организовал собственную частную практику, некоторое время был судьей и занимал различные государственные должности, в частности, был помощником Генерального прокурора.
В качестве главного парламентского юрисконсульта Барбадоса участвовал в разработке конституции Барбадоса в рамках подготовки к провозглашению независимости в 1966 г., и был в составе делегации, сопровождающей первого премьер-министра страны Эррола Барроу на конференцию Независимости в Лондоне.
В возрасте 37 лет стал самым молодым судьей Верховного суда в Содружестве.
- 1987 г. королевой Елизаветой II был возведен в рыцарское достоинство (рыцарь-бакалавр).
- 1987—2001 гг. — председатель Верховного суда Барбадоса,
- 1995—1996 гг. — исполнял обязанности генерал-губернатора Барбадоса.

В качестве судьи принял ряд значимых решений для Барбадоса. В частности, в мае 1992 г. он признал незаконным решение правительства о сокращении на восемь процентов заработной платы в государственном секторе. В 1981 г. он председательствовал по делу об экстрадиции известного грабителя Рональда Биггса, постановив, что Биггс не может быть выдан другой стране, поскольку парламент Барбадос не ратифицировала договор об экстрадиции с Великобританией.
В 2001 г. вышел в отставку.
В 1981 г. он был награждён Золотой Короной Заслуг. В 1993 г. был награждён Елизаветой II орденом Святого Михаила и Святого Георгия.